# Isopogon crithmifolius
Isopogon crithmifolius (лат.) — кустарник, вид рода Изопогон (Isopogon) семейства Протейные (Proteaceae), эндемик юго-запада Западной Австралии. Кустарник с разделёнными листьями и шаровидными соцветиями гладких красновато-розовых цветков.

## Ботаническое описание
Isopogon crithmifolius — прямостоячий кустарник высотой до 0,4-1,3 м с опушёнными бледно-коричневыми ветвями. Листья 150—400 мм в длину, на черешке 12-25 мм в длину, разделены на две или три доли, причём доли часто ещё более разделены. Цветки расположены в более или менее сферических сидячих соцветиях — цветочных головках — диаметром 30-35 мм с яйцевидными оборачивающими основание соцветия. Цветки 25-30 мм в длину, красновато-розовые и гладкие. Цветёт с сентября по октябрь. Плод — опушённый орех овальной формы, сросшийся с другими в сферический конус диаметром 15-20 мм.

## Таксономия
Впервые этот вид был описан в 1868 году Фердинандом фон Мюллером в Fragmenta phytographiae Australiae из образцов, собранных Джеймсом Драммондом.

## Распространение и местообитание
Эндемик Западной Австралии. Растёт в лесах и лесных массивах от Перта до Крэнбрука в биогеографических регионах Эйвон-Уитбелт, Ярра-Форест и прибрежная равнина Суон на юго-западе Западной Австралии.

## Охранный статус
Isopogon tridens классифицирован Министерством парков и дикой природы правительства Западной Австралии как «не находящийся под угрозой исчезновения». Международный союз охраны природы классифицирует природоохранный статус вида как «уязвимый».